# پویشن
پویشن (به آلمانی: Peuschen) یک شهر در آلمان است که در ناحیه‌ی زاله-ارلا، ایالت تورینگن واقع شده‌است. پویشن ۵۰۹ نفر جمعیت دارد.